# Keşan
Keşan es una ciudad y distrito de la provincia de Edirne, Turquía. Cuenta con una población de 54.366 habitantes (2007).
Las principales fuentes de ingresos del distrito son la agricultura y el comercio. Debido a su proximidad a Grecia, existe un flujo constante de turistas que entra y sale de Keşan.